# Stemme S15
Die Stemme ASP ist in der Variante S15-1 ein nach EASA CS-23 zugelassenes Motorflugzeug das zur Fernerkundung, Forschung und Überwachung eingesetzt werden kann. Hergestellt in Strausberg bei der deutschen Stemme GmbH.

## Geschichte
Auf der ILA 2000 wurde die Stemme ASP S15-1 vorgestellt, die eine vollständige Neuentwicklung darstellt.
Im Oktober 2008 begann die Entwicklung des ersten wahlweise unbemannt/bemannt fliegenden Flugzeuges unter der Leitung von Markus Wagner und Phillip Scheffel in Kooperation mit der Bremer OHB Systems GmbH und Sagem. Im Juni 2009 flog die Stemme S15 Dual Mode zum ersten Mal ohne Besatzung. Ein Flugzeug in der Version Sagem Patroller flog während der Waldbrände in Istres im Jahr 2010 im Auftrag des französischen Innenministeriums unbemannte Aufklärungseinsätze
Im März 2012 wurde in Zusammenarbeit mit der TU Berlin und der Universität Stuttgart das automatische Landesystem LAPAZ („Luft-Arbeits-Plattform für die Allgemeine Zivilluftfahrt“) erprobt.

## Konstruktion
Der freitragende Schulterdecker mit dreiteiligem Tragwerk hat Wölbklappen, Schempp-Hirth-Bremsklappen an der Oberseite der Außenflügel und Winglets. Zwei Lastaufhängepunkte unter der Innentragfläche sind mit jeweils 80 kg belastbar. Ein konventionelles T-Leitwerk in FVK-Bauweise beinhaltet ein Höhenruder mit Trimmflosse.
Die Besatzung sitzt nebeneinander im Rumpfvorderteil in CFK/GFK-Verbundbauweise. Ein Motor Rotax 914 F2 in der dahinterliegenden Stahlrohrfachwerkkonstruktion treibt per Fernwelle einen dreiflügeligen Verstellpropeller Mühlbauer MTV-7-A mit 1,7 Metern Propellerkreisdurchmesser in der Rumpfspitze.
Das Dreibeinfahrwerk ist hydraulisch einfahrbar.

## Versionen
- S15 Condor (nur ein Prototyp) – Überwachungs- und Aufklärungsflugzeug (OPV) mit Relais-Funkstation zur Datenübertragung über 400 km Reichweite[1]
- S15-1 (Serienproduktion) – Nach Kundenwunsch ausgestattetes Nutzflugzeug, EASA CS-23 zugelassen, 1100 kg MTOW

- Sagem (Safran) Patroller – unbemanntes Aufklärungsflugzeug mit dreifach redundantem Flugsteuersystem, einem Euroflir-410-Kamerasystem und Kommunikationsausrüstung zur Daten-Echtzeitübertragung über bis zu 400 Kilometer Entfernung.[4] 15 Patroller sollen ab 2018 beim Aufklärungskommando des französischen Heeres eingesetzt werden.[5]
- Helix ISR – Überwachungs- und Aufklärungsflugzeug (OPV/UAV), Hensoldt Argos II HD rechts unter dem Cockpit, Datalink im System mit Bodenstation[6]

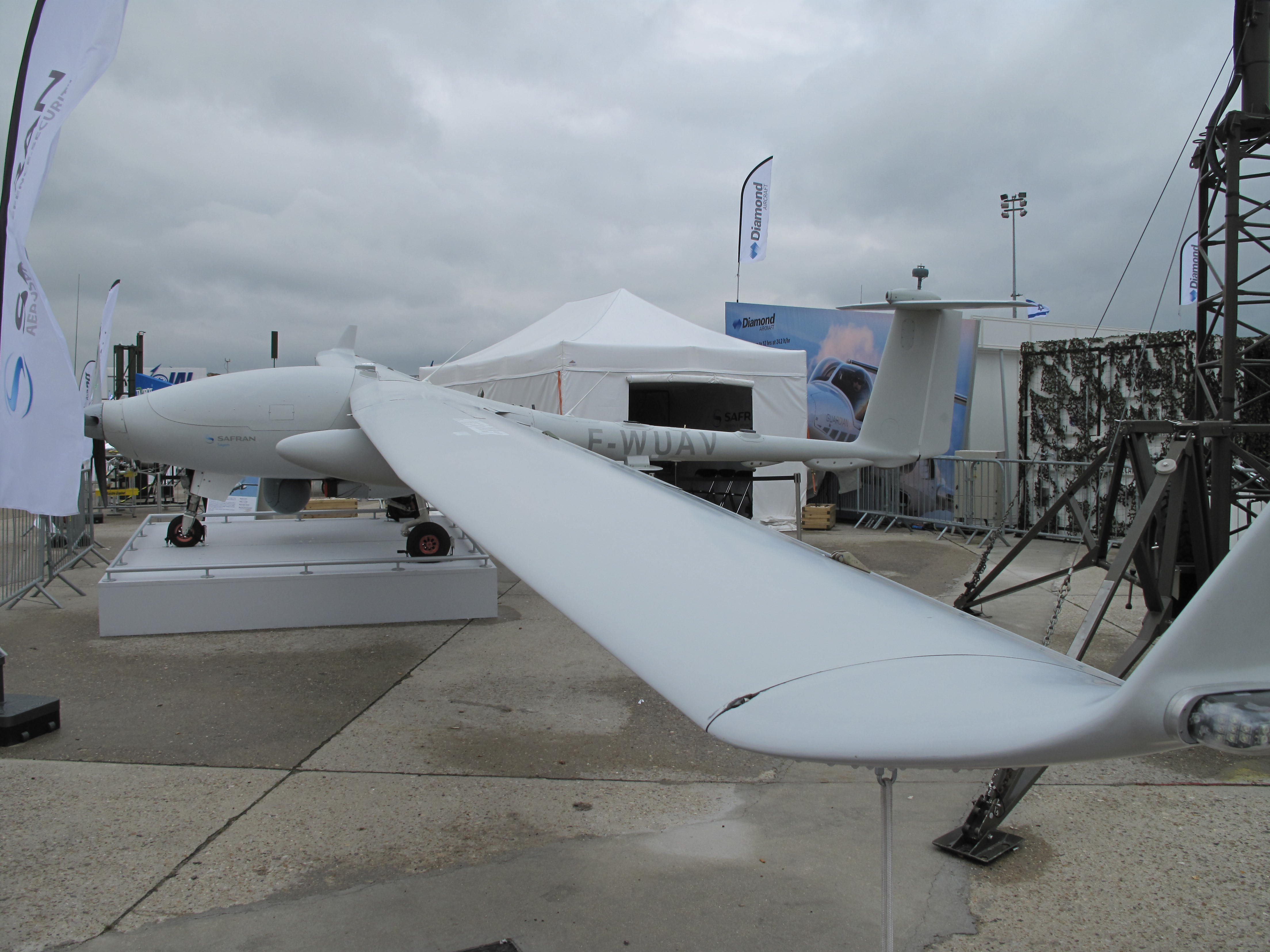
Patroller in Paris 2013

## Technische Daten
| Kenngröße                 | S15-1                                      | Sagem Patroller              |
| ------------------------- | ------------------------------------------ | ---------------------------- |
| Besatzung                 | 1–2                                        | 0                            |
| Länge                     | 8,52 m                                     | 8,52 m                       |
| Spannweite                | 18,00 m                                    | 18,00 m                      |
| Höhe                      | 2,45 m                                     | 2,45 m                       |
| Spurweite/Radstand        | 2,00 m / 2,00 m                            | 2,00 m / 2,00 m              |
| Flügelfläche              | 17,40 m²                                   |                              |
| Flügelstreckung           | 18,6                                       | 18,6                         |
| Gleitzahl                 | 34                                         |                              |
| Nutzlast                  | ~350 kg                                    |                              |
| Leermasse                 |                                            |                              |
| Startmasse                | max. 1100 kg                               |                              |
| Operationsgeschwindigkeit | 90–270 km/h                                |                              |
| Höchstgeschwindigkeit     | 270 km/h                                   | 314 km/h                     |
| Dienstgipfelhöhe          | 7.600 m (25.000 ft)                        |                              |
| Reichweite                | 1.300 km 2.500 km mit externen Zusatztanks | ~30 h Flugdauer              |
| Tankvolumen               | 2 × 65 l (optional 250 l extern)           |                              |
| Triebwerk                 | ein Rotax 914 F2                           | ein Rotax 914 F              |
| Startleistung             | 84,5 kW bei 5800/min (1 min)               | 84,5 kW bei 5800/min (1 min) |
| Dauerleistung             | 73,5 kW bei 5500/min                       | 73,5 kW bei 5500/min         |